# Vivere
"Vivere" is een nummer van de Italiaanse zangeres Gerardina Trovato en zanger Andrea Bocelli. Het nummer werd uitgebracht op Trovato's album Non è un film en Bocelli's album Il mare calmo della sera, allebei uit 1994. Dat jaar werd het nummer tevens uitgebracht als single.

## Achtergrond
"Vivere" is geschreven door Trovato, Angelo Anastasio en Celso Valli en geproduceerd door Valli. Trovato schreef het voor haar tweede studioalbum Non è un film uit 1994. Zij nodigde Bocelli uit om het als duet op te nemen, nadat de twee elkaar ontmoetten tijdens een concert van Zucchero Fornaciari, waar Bocelli als gastzanger meedeed op het nummer "Miserere". Tijdens de tournee van Trovato door Italië in 1994 kwam Bocelli regelmatig het podium op om hun nummer als duet te zingen.
Tijdens de oorspronkelijke single-uitgave in 1994 behaalde "Vivere" geen grote hitlijsten; in Nederland werd alleen de achttiende plaats in de Tipparade bereikt. In 1995 werd het opnieuw uitgebracht als single met dubbele A-kant, samen met Bocelli's "Con te partirò". In 2007 kwam een nieuwe versie uit als single, ditmaal als duet tussen Bocelli en Laura Pausini. Er werden twee tweetalige nummers opgenomen; een in het Engels en Spaans onder de titel "Vive Ya (Dare to Live)", en een in het Engels en Italiaans onder de titel "Vivere (Dare to Live)". De laatste versie behaalde de zeventiende plaats in de Italiaanse hitlijsten.
In 1995 werd een Nederlandstalige versie van "Vivere" uitgebracht onder de titel "Zonder jou". Deze versie werd een hit voor Paul de Leeuw en Simone Kleinsma.

## NPO Radio 2 Top 2000
| Nummer met noteringen in de NPO Radio 2 Top 2000 | '02  | '03  | '04  | '05  | '06  | '07  | '08  | '09 | '10  | '11 | '12  | '13  |
| ------------------------------------------------ | ---- | ---- | ---- | ---- | ---- | ---- | ---- | --- | ---- | --- | ---- | ---- |
| Vivere (Andrea Bocelli & Gerardina Trovato)      | 1359 | 1400 | 1355 | 1589 | 1910 | 1406 | 1584 | -   | 1896 | -   | 1765 | 1976 |

1. ↑  Een '-' betekent dat het nummer niet was genoteerd en een vetgedrukt getal geeft de hoogste notering aan.
2. ↑  2002 was het eerste jaar met een notering voor dit nummer.
3. ↑  Deze tabel is bijgewerkt tot en met de laatste editie (2024).